# First Glance
First Glance es el séptimo álbum de estudio de la banda canadiense de rock, April Wine. Con este álbum, canciones como “Roller”, hicieron ascender este disco hacia la cima, con lo que la banda hizo varias peticiones a otros grupos de alto nivel como Rush, Journey y Styx, para ayudar a esta agrupación canadiense, para sus conciertos.

## Listado de canciones
Todas las canciones fueron escritas por Myles Goodwyn, excepto donde se indica lo contrario

### Versión canadiense
1. "Hot on the Wheels of Love" (Myles Goodwyn, Steve Lang) – 4:25
2. "Get Ready for Love" – 3:14
3. "Rock n' Roll is a Vicious Game" – 3:10
4. "Right Down to It" (Brian Greenway) – 3:03
5. "Roller" – 4:19
6. "Comin' Right Down on Top of Me" – 4:10
7. "I'm Alive" – 2:55
8. "Let Yourself Go" – 2:56
9. "Silver Dollar" – 5:14

### Versión estadounidense y británica
1. "Get Ready for Love" – 3:14
2. "Hot on the Wheels of Love" (Myles Goodwyn, Steve Lang) – 4:25
3. "Rock n' Roll is a Vicious Game" – 3:10
4. "Right Down to It" (Brian Greenway) – 3:03
5. "Roller" – 4:19
6. "Comin' Right Down on Top of Me" – 4:10
7. "I'm Alive" – 2:55
8. "Let Yourself Go" – 2:56
9. "Silver Dollar" – 5:14

## Miembros
- Myles Goodwyn – voz & coros, guitarra y teclados
- Steve Lang – bajo y coros.
- Brian Greenway – voz, guitarra, slide y armónica.
- Jerry Mercer – batería y percusiones
- Gary Moffet – guitarra y slide

- Datos: Q5453051